# Ptecticus furcatus
Ptecticus furcatus is een vliegensoort uit de familie van de Stratiomyidae. De wetenschappelijke naam van de soort is voor het eerst geldig gepubliceerd in 1982 door McFadden.